# Dr Who: Dalek Attack
Dr Who: Dalek Attack is een computerspel dat werd ontwikkeld en uitgegeven door Alternative Software. Het computerspel kwam uit in 1992 voor diverse homecomputers. In dit spel bestuurt de speler Dr Who uit de gelijknamige BBC serie.

## Platforms
| Platform     | Jaar |
| ------------ | ---- |
| Amiga        | 1992 |
| Atari ST     | 1992 |
| Commodore 64 | 1992 |
| DOS          | 1992 |
| ZX Spectrum  | 1992 |

## Ontvangst
| Beoordeeld door | Platform    | Datum         | Score |
| --------------- | ----------- | ------------- | ----- |
| Atari ST User   | Atari ST    | januari 1993  | 83%   |
| Amiga Joker     | Amiga       | december 1992 | 58%   |
| Your Sinclair   | ZX Spectrum | juli 1993     | 56%   |
| ST Format       | Atari ST    | maart 1993    | 43%   |